# Liste der Bodendenkmale in Peine
In der Liste der Bodendenkmale in Peine sind die Bodendenkmale der niedersächsischen Gemeinde Peine aufgeführt. Die Quelle ist der Denkmalatlas Niedersachsen.
- Bitte beachten Sie, dass diese Liste keinen Anspruch auf Vollständigkeit erhebt.
- Die Angaben ersetzen nicht die rechtsverbindliche Auskunft der zuständigen Denkmalschutzbehörde.
- Es sind nur Daten aus dem Denkmalatlas verarbeitet.
- Der Stand der Liste ist der 9. April 2025.

Peine im Landkreis Peine

## Allgemein
In den Spalten finden sich folgende Informationen des Bodendenkmales:
| Lage         | geographische Koordinaten                                                           |
| Bezeichnung  | Bezeichnung lt. Denkmalatlas                                                        |
| Beschreibung | Beschreibung lt. Denkmalatlas                                                       |
| ID           | Objekt-ID                                                                           |
| Bild         | Bild, ggf. zusätzlich mit Link zu weiteren Fotos im Medienarchiv Wikimedia Commons. |

## Duttenstedt
| Lage                         | Bezeichnung         | Beschreibung | ID       | Bild |
| ---------------------------- | ------------------- | --- | -------- | ---- |
| 52° 20′ 37″ N, 10° 17′ 49″ O | Duttenstedt 7, Burg | Die Wasserburg nahm ein Areal von 43 × 26 – 40 m ein, das von einem 10–15 m breiten Wassergraben umgeben war. Am inneren Grabenrand verlief eine 1,2 m breite Ringmauer. In der Mitte der Westseite des Burgareals wurde bei Ausgrabungen ein quadratischer Turm von 7,5 m Seitenlänge bei ca. 1 m Mauerstärke erfasst. Die weitere Bebauung des Mittelalters ist unbekannt. Das frühneuzeitliche Schloss bestand aus zwei langgestreckten Gebäuden im Osten und Westen, wobei letzteres offenbar nur ein leichtes Fachwerkgebäude darstellte. Das letzte Herrenhaus besaß die Form eines klassizistischen Fachwerkgebäudes, das die Ostseite der Burgfläche einnahm. Der Zugang erfolgte von Norden über eine Brücke, hier auch der zugehörige Wirtschaftshof. Der Wassergraben ist im Westen und Südwesten noch erhalten. | 28971786 | BW   |

## Essinghausen
| Lage                         | Bezeichnung              | Beschreibung           | ID       | Bild |
| ---------------------------- | ------------------------ | ---------------------- | -------- | ---- |
| 52° 19′ 23″ N, 10° 17′ 32″ O | Essinghausen 2, Landwehr | Teilstück ID: 36211120 | 28919275 | BW   |

## Peine
| Lage                         | Bezeichnung   | Beschreibung | ID       | Bild           |
| ---------------------------- | ------------- | --- | -------- | -------------- |
| 52° 19′ 25″ N, 10° 13′ 23″ O | Peine 1, Burg | Im westlichen Teil der Stadt liegt die südwestliche Bastion der Peiner Burg/Festung. Die Gesamtausdehnung der erhaltenen Bastion beträgt etwa 70 × 80 m. Heute sind ein Erdwall und Reste des Mauerwerkes obertägig sichtbar. Der letzte obertägig erhaltenen Teil der Burg und Befestigung. 1976 sind beim Ausschachten eines Kabelgrabens im Westteil des Amthofes menschliche Skelettreste gefunden worden. 2001 wurde bei Tiefbauarbeiten im Südteil des Amthofes ein segmentbogenförmiger Fundamentrest erfasst, bei dem es sich um einen Teil eines Burgturmes handeln dürfte. Ebenfalls 2001 wurde bei Kanalbauarbeiten in der Straße am Amthof ein Profil des nordwestlichen Burghügels aufgenommen. Im oberen Bereich wurde eine Grabenstruktur festgestellt, bei dem es sich evtl. um einen oberen Burggraben (Trockengraben) handeln könnte. Die alte Hügelböschung war mit Dachschieferbruch von den Burggebäuden durchsetzt. | 28955248 | Weitere Bilder |

## Rosenthal
| Lage                         | Bezeichnung             | Beschreibung | ID       | Bild |
| ---------------------------- | ----------------------- | --- | -------- | ---- |
| 52° 18′ 11″ N, 10° 10′ 37″ O | Rosenthal 10, Burg      | Die spätmittelalterliche Burg wird von einem Ringgraben mit Außen- und Innenwall umgeben. Annähernd oval, gr. L. 160 m (NW-SO), Br. 140 m (SW-NO). Der äußere Wall ist nur im S erhalten, H. bis zu 1,5 m, Br. ca. 10 m. Die Wallbereiche im Inneren der wasserführenden Graft sind teilweise bis zu 25 m breit; H. im nordöstl. Bereich bis 1,5 m, im S ca. 3 m, im SW bis 3,5 m, zur Graft immer steil geböscht. Der südl. Innenwall ist modern überformt. Der Zugang erfolgte von W, wo der Wirtschaftshof anschließt, der vermutlich auch durch einen Graben gesichert war. Ein kleines Stück dieses Grabens zweigt im NO des Wirtschaftshofes von dem Burggraben ab. Im O heute der moderne Zugang. | 28962148 | BW   |
| 52° 18′ 1″ N, 10° 10′ 1″ O   | Rosenthal 11, Stadtwall | Die Burg bei Rosenthal und die Stadt wurden nach 1223 von Bischof Konrad II. von Hildesheim befestigt. Die Stadtbefestigung umschloss einst den mittelalterlichen Ortskern von Rosenthal. Der Wall mit vorgelagertem Graben besitzt einen annähernd rechteckigen Verlauf. Vermutlich schloss im Osten der Burgbezirk. Heute sind zwei Teilstücke der Stadtbefestigung erhalten. Im Süden der Stadt ist der Wall auf einer Länge von 45 m obertägig sichtbar und weist eine Höhe von ca. 1,2 m auf. Die Sohlbreite beträgt hier 11,5 m. Auf der Südseite des Walls ein Graben mit stehendem Grundwasser. Im Nordwesten des Ortskerns ist der Wall auf einer Länge von 34 m erhalten und noch ca. 1,2 m hoch. Die Sohlbreite beträgt an dieser Stelle etwa 12 m. Der Wall ist im Westen stark gewölbt und läuft nach Osten flach aus. Alle anderen Bereiche des Stadtwalls sind obertägig abgetragen. Auch die drei Tore der Befestigung, im Süden, Westen und Norden, sind nicht mehr vorhanden. | 28952510 | BW   |

## Schwicheldt
| Lage                        | Bezeichnung              | Beschreibung | ID       | Bild |
| --------------------------- | ------------------------ | --- | -------- | ---- |
| 52° 19′ 29″ N, 10° 9′ 39″ O | Schwicheldt 1, Gisenburg | Ehem. Vorwerk des Rittergutes Schwicheldt; kreisförmiger Graben und Wall klar zu erkennen. Luftbilder belegen auf dieser Anhöhe durch positive und negative Bewuchsmerkmale eine Ringwallbefestigung mit umschließendem Kreisgraben. Diese Befestigung, die Gisenburg, besaß einen Dm. von etwa 120 m. Eine Vorburg scheint nach diesem Luftbild vorgelagert gewesen zu sein. Die Gisenburg ist nicht direkt urkundlich überliefert. wahrscheinlich bestand ein Zusammenhang mit der 1505 genannten Wüstung Giesen. Im Bereich der Wüstung - nicht der Burg - wurde auf dem Gisenkamp 1550 durch Christoph von Oberg mit der Errichtung eines festen Hauses begonnen, das aber von der Stadt Hildesheim als damaligen Pfandherren des Amtes Peine als Bedrohung empfunden und deshalb nicht fertig gestellt wurde. | 28952406 | BW   |
| 52° 19′ 43″ N, 10° 9′ 52″ O | Schwicheldt 2, Siedlung  | | 28985132 | BW   |

## Vöhrum
| Lage                         | Bezeichnung          | Beschreibung | ID       | Bild           |
| ---------------------------- | -------------------- | --- | -------- | -------------- |
| 52° 20′ 30″ N, 10° 11′ 38″ O | Vöhrum 1, Wasserburg | Die Bezeichnung „Wasserburg“ nördlich des Ortes Vöhrum in der Fuhse-Niederung ist zum ersten Mal auf einer Karte aus dem Jahr 1675 eingetragen. 1956 machte der heimatkundlich engagierte Eixer Landwirt Erwin Schröder den ehrenamtlich Beauftragten für die archäologische Denkmalpflege Fritz Rehbein auf zwei flache Bodenerhebungen aufmerksam, die die letzten Reste zweier 1892–94 abgetragener Hügel waren. In dem sehr heißen und trockenen Sommer 1976 tauchten in deren Randbereichen Balkenköpfe auf, die von Fritz Rehbein detailliert dokumentiert wurden. Eine zunächst geplante Grabung kam jedoch nicht zustande. Erst 2001 bis 2004 zeigten Prospektionen mit verschiedenen geophysikalischen Methoden, dass im Boden tatsächlich die Grundstrukturen einer runden Turmhügelburg mit einer sichelförmigen Vorburg erhalten waren. | 28919282 | Weitere Bilder |
| 52° 19′ 45″ N, 10° 9′ 41″ O  | Vöhrum 2, Siedlung   | | 28952404 | BW             |
| 52° 19′ 43″ N, 10° 9′ 52″ O  | Vöhrum 3, Siedlung   | | 28952403 | BW             |

## Woltorf
| Lage                         | Bezeichnung       | Beschreibung | ID       | Bild |
| ---------------------------- | ----------------- | --- | -------- | ---- |
| 52° 19′ 20″ N, 10° 17′ 13″ O | Woltorf 16, Warte | Name: Lumpenburg. Fast runder, abgeflachter Hügel mit einem Graben ringsum. Dm. 15,2 m. Höhenunterschied Graben-Hügel max. 1,95 m. Sehr gut erhalten. Die 1967 ermittelten Ergebnisse entsprechen denen der Maßnahme von 2011, auch hinsichtlich der Stratigrafie, und erlauben folgende Deutung: In einer ersten Nutzungsphase hat offenbar ein Holzturm mit einem Dach aus Mönch-Nonne-Ziegeln auf zunächst noch niedriger Hügelschüttung bestanden - zumal sich weder 1967 noch 2011 die geringsten Hinweise auf einen steinernen Turm fanden. Nach einer Brandzerstörung, die nach Ausweis der Keramikfunde grob im 14. Jh. erfolgt sein muss, ist der Wartenhügel um knapp 1 m erhöht worden. Konkrete Hinweise auf den Turm der Phase 2 fehlen, doch kann es sich ebenfalls nur um einen Holz- oder leichten Fachwerkturm auf Grundschwelle gehandelt haben. Das Alter der ersten Warte wie auch der baulich damit zusammenzugehörigen Landwehr konnte nicht geklärt werden. | 28980644 | BW   |